# The Henry Stickmin Collection
The Henry Stickmin Collection (з  англ.  -  "Колекція Генрі Стікміна") - Компʼютерна гра в жанрі квесту , створена американським розробником Маркусом Бромандером, також відомим під псевдонімом PuffballsUnited, і випущена компанією InnerSloth 7 серпня 2020 року.
Ігровий Процес
У кожній із сюжетних ліній гравець повинен вибрати один із варіантів відповіді, щоб допомогти головному герою гри - Генрі Стікміну вирішити якусь ситуацію  . У кожному з епізодів (Breaking The Bank,Escaping The Prison,Stealing The Diamond,Infiltrating The Airship,Fleeing The Complex,Completing The Mission)гравцеві надається вибір: він може вибрати той чи інший предмет або хід (яка дія здійснити, в якому напрямку йти), який так чи інакше вплине на подальшу долю головного героя: або він досягає успіху або зазнає невдачі.